# Karel De Gucht

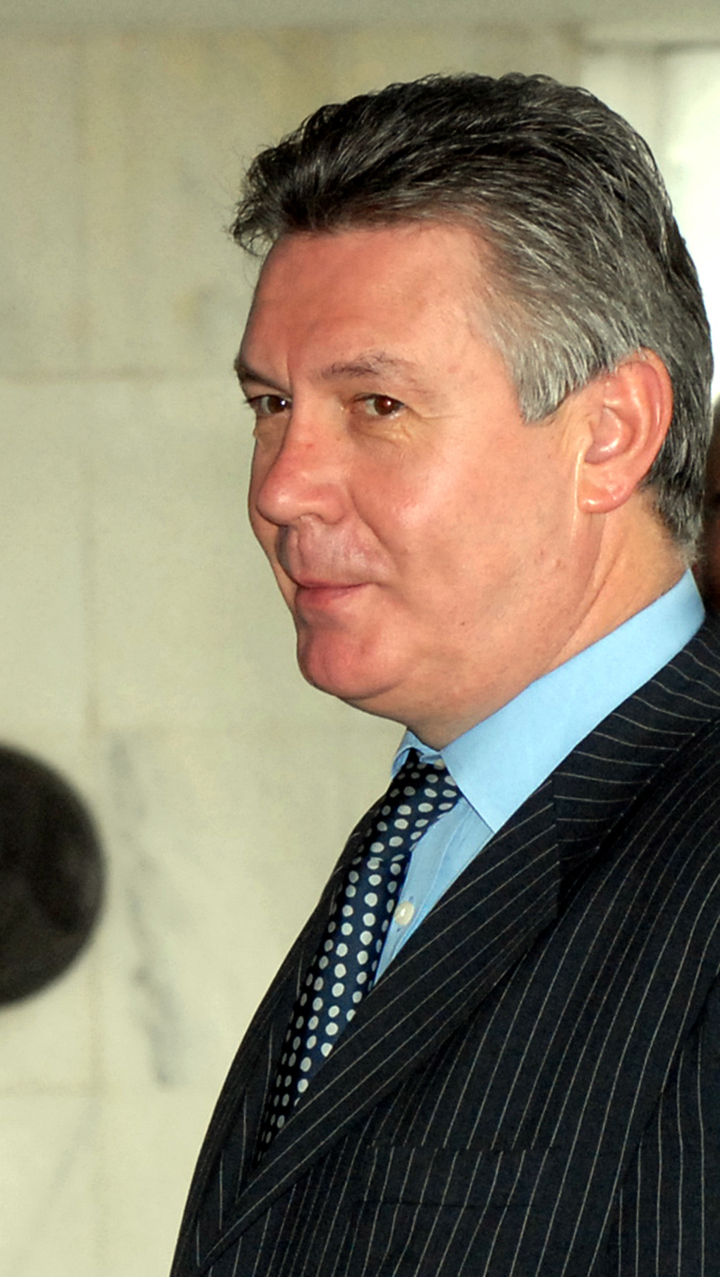
De Gucht in Brasilia (21 november 2006)
Foto: Antonio Cruz/ABr

Karel Lodewijk Georgette Emmerence De Gucht (Overmere, 27 januari 1954) is een voormalig Belgisch politicus voor de liberale Open Vld.

## Biografie
De Gucht werd geboren als zoon van een kleine landbouwer in Overmere. Hij studeerde af aan het Koninklijk Atheneum van Aalst in 1971 en behaalde het diploma van licentiaat in de Rechten aan de VUB in 1976. Lange tijd was hij naast zijn politieke loopbaan ook actief als advocaat, een beroep dat hij uitoefende van 1976 tot 2001.

### Begin van zijn politieke loopbaan
De Gucht was vanaf zijn studentenjaren actief in de liberale beweging, onder andere als voorzitter van het Liberaal Vlaams Studentenverbond, eerst van 1974 tot 1975 in Brussel, later van 1975 tot 1976 als nationaal voorzitter. Hij is lid van het partijbestuur van de VLD (tot 1992 PVV) sinds 1977. Van 1977 tot 1979 zat hij de jongerenafdeling van die partij voor en van 1985 tot 1989 was hij onder het voorzitterschap van Annemie Neyts nationaal vicevoorzitter van de PVV. 
Bij de eerste rechtstreekse Europese verkiezingen in juni 1979 stond Karel De Gucht als opvolger op de Europese lijst van de PVV. Vanaf mei 1980 zetelde de toen 26-jarige De Gucht in het Europees Parlement ter vervanging van Herman Vanderpoorten. Hij zetelde er van 1980 tot 1982 en van 1989 tot 1994 in de commissie Juridische Zaken, van 1982 tot 1987 in de commissie Economische en Monetaire Zaken, van 1980 tot 1987 en van 1989 tot 1994 in de commissie Institutionele Zaken, van 1987 tot 1989 in de commissie Politieke Zaken en van 1992 tot 1994 in de commissie Openbare Vrijheden en Binnenlandse Zaken en was van 1980 tot 1989 ondervoorzitter van de Liberale en Democratische Fractie. Bij de Europese verkiezingen van juni 1994 was De Gucht lijstduwer, maar hij raakte niet meer verkozen.
Kort daarop, in juli 1994, volgde De Gucht Frans Verberckmoes op als provinciaal senator voor Oost-Vlaanderen. Hij zetelde tot aan de verkiezingen van mei 1995 en was in de Senaat actief in de commissies Herziening van de Grondwet, Infrastructuur en Justitie, alsook in het Adviescomité voor Europese Aangelegenheden. Bij de eerste rechtstreekse verkiezingen voor het Vlaams Parlement van 21 mei 1995 werd hij verkozen in de kieskring Sint-Niklaas-Dendermonde. Ook na de volgende Vlaamse verkiezingen van 13 juni 1999 bleef hij Vlaams volksvertegenwoordiger tot juni 2003. Als Vlaams Parlementslid zetelde De Gucht van 1995 tot 1999 in de commissie Buitenlandse en Europese Aangelegenheden en was hij tezelfdertijd ondervoorzitter van de commissie Werkgelegenheid en Economische Aangelegenheden. Op 20 juni 2000 werd hij in de plenaire vergadering van het Vlaams Parlement gehuldigd voor zijn 20 jaar parlementair mandaat.
Daarnaast zetelde De Gucht van 1996 tot 2000 in het Europees Comité van de Regio's.

### Voorzitter van de VLD
De Gucht kreeg een belangrijke rol in de Belgische politiek toen hij in juli 1999 voorzitter van de VLD werd, die pas in de regering gestapt was (regering-Verhofstadt I). Hij was een groot voorstander van een paarse coalitie en zijn project als partijvoorzitter was om van de VLD de grootste politieke formatie in Vlaanderen te maken.
Bij de federale verkiezingen van mei 2003 raakte hij verkozen en stapte over van het Vlaams Parlement naar de Kamer van volksvertegenwoordigers, waar hij zetelde tot in juli 2004.
In februari 2004 verzette De Gucht zich tegen het voornemen van de regering om het gemeentelijk migrantenstemrecht in te voeren. Toen het parlement dit wilde goedkeuren, diende De Gucht een amendement in om te verhinderen dat migranten aan wie de naturalisatie tot Belg was geweigerd stemrecht zouden krijgen. Hierop kwam van de coalitiepartners zoveel reactie dat de VLD, om een kabinetscrisis te voorkomen, in eerste instantie zijn ontslag vroeg, wat hij weigerde, om hem dan op 12 februari een aantal functies te ontnemen (de politieke leiding van de partij kwam bij Verhofstadt terecht); De Gucht bleef echter als voorzitter aan.
Omdat de VLD zich na een paar dagen realiseerde dat Verhofstadt daardoor een dubbele pet zou dragen (leider van de VLD en leider van de regering), werd gezocht naar een interim-voorzitter. Op 15 februari 2004 werd bekend dat Europarlementslid, voormalig VRT-journalist en persoonlijke vriend van Karel de Gucht, Dirk Sterckx interim-voorzitter zou worden.
Na de deelstaatverkiezingen van juni 2004 nam De Gucht het roer opnieuw over door als voorzitter van de VLD deel te nemen aan de onderhandelingen over de vorming van de nieuwe Vlaamse regering, met Yves Leterme als minister-president. Hierna trok De Gucht zich definitief terug als VLD-voorzitter om federaal minister van Buitenlandse Zaken te worden. Als partijvoorzitter werd hij na voorzittersverkiezingen eind 2004 opgevolgd door Bart Somers.
Hij was de drijvende kracht achter de verwijdering van Ward Beysen en Hugo Coveliers uit de VLD.

### Federaal minister
Karel De Gucht volgde op 22 juli 2004 Louis Michel op als minister van Buitenlandse Zaken in de regering-Verhofstadt II. Het kwam meermaals tot incidenten, voor het eerst in oktober 2004 toen De Gucht na een bezoek aan Congo twijfels uitte of er bekwame politici in het land waren, het jaar daarop toen er tijdens zijn tweede bezoek aan Congo speculatieve en lasterlijke biografische notities, onder andere over Kabila's afkomst in een persmap terechtkwamen, en nogmaals in juni 2005 toen hij in een interview denigrerende en ondiplomatische uitspraken had gedaan over de Nederlandse premier Jan Peter Balkenende. De ambassadeur van België werd naar aanleiding van dit incident door de Nederlandse regering ter verantwoording geroepen. Op 28 juli 2005 maakte het Brusselse dagblad Le Soir gewag van een brief die De Gucht in juni 2005 aan president Joseph Kabila van Congo gestuurd heeft en die opschudding veroorzaakt zou hebben door een beledigende of dreigende toon. De Gucht ontkende dat de brief verwijten of dreigementen bevatte.
België was een voortrekker en een fervente ondersteuner van de verkiezingen in de Democratische Republiek Congo. Ook daarna bleef België actief aanwezig: de stabilisatie van het land na de verkiezingen (de stadsoorlog in Kinshasa tussen oppositieleider Jean-Pierre Bemba en president Joseph Kabila in maart 2007), de bescherming van de bevolking, fauna en flora van de regio van de Grote Meren stonden bovenaan het belanglijstje. Hierdoor kon Karel De Gucht zich echter hard blijven opstellen tegenover de Congolese leiders. In 2007 hervatte België de ontwikkelingsprogramma's met de Democratische Republiek Congo, ter waarde van miljoenen euro's.
Sinds 2006 zat België ook in de Veiligheidsraad van de Verenigde Naties. Tijdens de volle nucleaire crisis in Iran was België voorzitter van het sanctiecomité.
Op 12 december 2006 veroordeelde De Gucht de conferentie over de holocaustontkenning in Iran die op dat moment plaatsvond.
Karel De Gucht werd op 21 december 2007 opnieuw minister van Buitenlandse Zaken in de Regering-Verhofstadt III. Hij behield deze positie toen Yves Leterme op 20 maart 2008 werd beëdigd als nieuwe eerste minister (zie Federale Regering Leterme I). Op 30 december 2008 werd hij ook nog vicepremier in de nieuwe Federale regering Van Rompuy I.

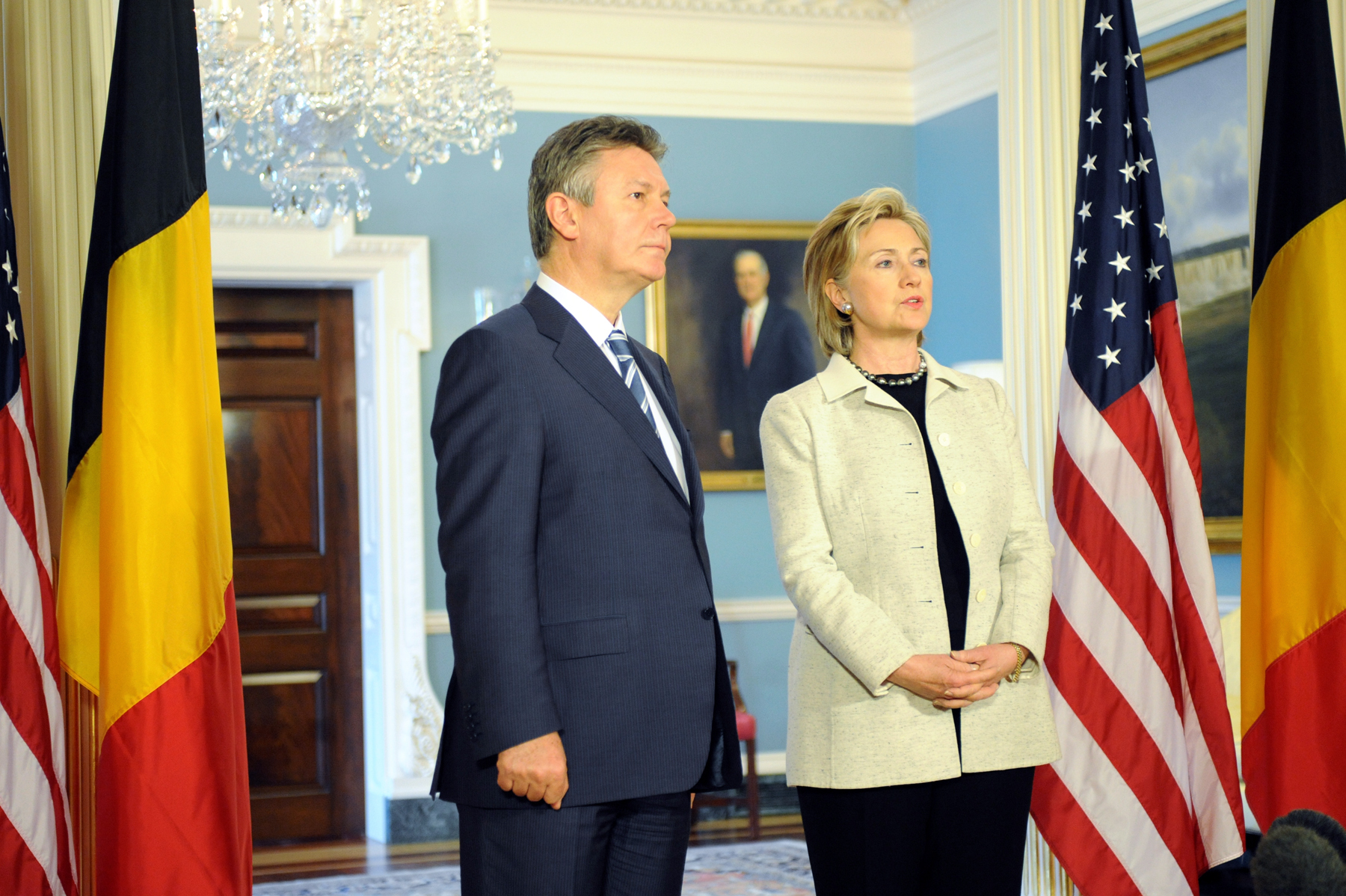
Karel De Gucht met Hillary Clinton. Washington D.C., 22 mei 2009.

In april 2009 kwam De Gucht in het nieuws in verband met een in opdracht van Jean-Marie Dedecker door een privé-detective gevoerd onderzoek naar vermeende onregelmatigheden bij onroerendgoedtransacties van openbare gebouwen. De Gucht gewaagde toen van fascistische praktijken. Dedecker repliceerde daarop met: 'Het is mijn plicht als parlementair om de uitvoerende macht te controleren' en dat hij in de toekomst gelijkaardige initiatieven zal nemen. Hij gaf nog mee dat dat beëdigde personen uit de gerechtelijke wereld verklaard hebben dat minister De Gucht en mensen uit zijn zakelijke entourage betrokken waren bij de onderhandelingen over de huurcontracten van een zestal gerechtsgebouwen in België in het kader van een sale and lease back-operatie ervan via de bvba Redeba.

### Europa
In juli 2009 volgde De Gucht Louis Michel op, die op 13 juli 2009 ontslag nam als Europees commissaris. Daarmee nam De Gucht afscheid van de nationale politiek. In de Commissie-Barroso I was De Gucht verantwoordelijk voor Ontwikkelingssamenwerking en Humanitaire Hulp. In de Commissie-Barroso II, die in februari 2010 werd geïnstalleerd, kreeg De Gucht de portefeuille Handel toegewezen. Een belangrijke taak als Europees Commissaris voor Handel voor hem was het onderhandelen van het Trans-Atlantisch Vrijhandels- en Investeringsverdrag met de Verenigde Staten.
Begin september 2010 reageerden Joodse organisaties verontwaardigd op enkele uitspraken van De Gucht in het Radio 1 -programma De ochtend naar aanleiding van het herstartende vredesproces in het Midden-Oosten. Daarbij zei De Gucht dat de invloed van de Joodse lobby in de VS niet te onderschatten is en dat het 'zelfs met een gematigde Jood' niet gemakkelijk is om over de kwestie 'een rationeel gesprek te voeren'. Na een niet gepubliceerde uitleg van De Gucht aan Barroso verklaarde de voorzitter van de Europese Commissie het incident gesloten.
In mei 2014 stond hij bij de Europese verkiezingen als lijstduwer op de Open Vld-lijst. Hij werd verkozen. Het was zijn ambitie om nog een extra mandaat in de Europese Commissie te kunnen doen, maar tijdens de onderhandelingen voor de formatie van een nieuwe regering werd Marianne Thyssen als nieuw Eurocommissaris voor België naar voren geschoven. Cecilia Malmström nam zijn portefeuille in de commissie-Juncker over.

### Gemeentepolitiek
De Gucht was van 1983 tot 1988 gemeenteraadslid en schepen voor Financiën van de gemeente Lebbeke en was van 1989 tot 2024 gemeenteraadslid van de gemeente Berlare. Vanwege zijn functie als Europees Commissaris was De Gucht van 2009 tot 2014 verhinderd in deze functie.
In Berlare stond hij bij de verkiezingen van 8 oktober 2006 als lijsttrekker op de lijst VLD-Vivant. Hij won deze met een absolute meerderheid. VLD-Vivant behaalde 44,9 procent van de stemmen, goed voor 12 van de 23 zetels. CD&V/N-VA, dat voorheen de burgemeester (Jan-Willy Van Sande) leverde, ging er 9,3 procentpunt op achteruit en strandde op 34,3 procent. Karel De Gucht was tot juli 2009 'titelvoerend’ burgemeester; de dagelijkse leiding liet hij over aan een partijgenoot omdat hij minister van Buitenlandse Zaken was. Katja Gabriëls was sindsdien waarnemend burgemeester. Bij de verkiezingen in 2012 kwam De Gucht ook op voor Open Vld in Berlare, maar Gabriëls trok er de lijst en was daardoor de kandidaat-burgemeester voor de partij. De Gucht kreeg de tweede plaats op de lijst, maar was geen kandidaat voor een uitvoerend mandaat. Toen zijn functie van Eurocommissaris ten einde kwam, werd hij in 2014 voorzitter van de gemeenteraad in Berlare. De Gucht bleef deze functie uitoefenen tot eind 2024.
Bij de lokale verkiezingen van oktober 2024 komt De Gucht niet meer op, waardoor er een einde kwam aan zijn actieve politieke loopbaan.

### Mandaten in de privésector
De Gucht was bestuurder van telecombedrijf Proximus van 2015 tot 2025, staalproducent ArcelorMittal sinds 2016, energie-installatiebedrijf EnergyVision sinds 2016 en glasverwerker Sprimoglass sinds 2019. Sinds juni 2015 zetelt hij als adviseur van het private investeringsfonds CVC Capital Partners. Om belangenvermenging tegen te gaan moest hij daarvoor als voormalig Eurocommissaris een aanvraag indienen bij de Europese Commissie. Hij is voorzitter van Youston, dat gespecialiseerd is in archiefopslag en archiefbeheer.
Tot 2018 was hij bestuurder en historisch aandeelhouder van vermogensbeheerder Merit Capital.
De Gucht was van 1991 tot 2009 hoogleraar en vanaf 2009 deeltijds docent Europees recht en is sinds 2015 voorzitter van het Institute for European Studies (IES) aan de Vrije Universiteit Brussel.

### Wijnboer
Sinds 2000 is Karel De Gucht eigenaar van het 5,8 hectare omvangrijke Italiaanse wijndomein La Macinaia in San Vincenti, een frazione (gehucht) in het Toscaanse stadje Gaiole in Chianti. Op basis van de op het landgoed geteelde druivensoorten merlot, cabernet sauvignon en sangiovese en in samenwerking met een lokale oenoloog produceert en verkoopt hij er de mediterraanse wijnen Chianti classico ("Riserva"), Rosato en Rosso toscano. De villa van het domein wordt in de zomer ook te huur aangeboden als vakantieverblijf.

### Als publicist
Eind april 2007 bracht De Gucht een boek uit over het Vlaams Belang met als titel "Pluche", waarin hij waarschuwde voor de populistische banalisering van de extreemrechtse ideologie. De Guchts afkeer voor het VB is voornamelijk algemeen bekend geworden door zijn uitval naar de partijtop van het VB die hij vergeleek met mestkevers.

### Handel met voorkennis
In oktober 2008 werd Fortis genationaliseerd toen de bank in moeilijk vaarwater terecht was gekomen na de val van Lehman Brothers. Toen op de nationalisering een zekere kalmte volgde en de koersen stabiel bleven rond 5 euro per aandeel leidde een groep van ministers in het geheim onderhandelingen over de ontmanteling van Fortis door de verkoop van alle Nederlandse onderdelen. Deze onderhandelingen vonden plaats op vrijdag 3 oktober. Toen na sluitingstijd van de beurs het nieuws bekend werd gemaakt door de ministers Yves Leterme en Didier Reynders dat de Nederlandse onderdelen van Fortis voor 16,8 miljard werden verkocht kelderde het aandeel van Fortis van 5,42 euro naar 0,88 euro de daarop volgende beursdagen.
Nog voor het nieuws van de verkoop publiek werd gemaakt dat uiteindelijk zou uitmonden in een volledig waardeverlies van het aandeel, vonden in het Fortiskantoor in Berlare, de woonplaats van De Gucht, een aantal transacties plaats die suggereren dat de verkopers van de Fortisaandelen op de hoogte waren van nieuws dat later die dag werd uitgebracht, na beurstijd.
Een van de verkopers was politierechter Mireille Schreurs, de echtgenote van Karel De Gucht, die haar hele pakket Fortisaandelen met een boekwaarde van 20 euro per stuk (in totaal 500.000 euro) van de hand deed. Uiteindelijk werden deze aandelen gekocht voor een waarde van 5,42 euro per aandeel vrijdag 3 oktober. Had De Gucht's echtgenote gewacht tot de volgende beursdag dan had ze de aandelen maar kunnen verkopen tegen slechts 0,88 euro.
Ook vrienden en kennissen van De Gucht verkochten diezelfde dag een groot pakket aandelen. De eerste vriend is R.V. die 3 oktober aandelen verkocht met een boekwaarde van 25.000 euro. De vriend van R.V.'s dochter namelijk J.S. verkocht zijn aandelen met een boekwaarde van 250.000 euro.
Al deze beurstransacties vonden plaats zonder limiet wat inhoudt dat verkopers van aandelen een behoorlijk risico nemen aangezien een beursaandeel op enkele minuten tijd volledig kan kelderen. Het verkopen zonder limiet gebeurt meestal wanneer er paniek uitbreekt en mensen zo vlug mogelijk van hun aandelen af willen. Dit doet vermoeden dat de verkopers op de hoogte waren over de ontmanteling van Fortis dat pas bij sluitingstijd van de beurs die dag publiek werd gemaakt.
Op de beschuldiging van handel met voorkennis verklaarde Karel De Gucht in eerste instantie op de VRT dat de verkoop gebeurde "zonder specifieke info van mezelf". Even later paste De Gucht zijn versie aan naar: "in de mate dat ik een advies gegeven heb, het was om de aandelen niet te verkopen." Een onderzoek bij de CBFA werd opgestart maar De Gucht werd niet vrijgepleit noch bestraft. Een verjaring leek in de maak. Het Gentse parket seponeerde de zaak.

### Belastingontduiking
Nadat België meermaals op de vingers werd getikt een Europees belastingparadijs te zijn werd in juli 2011 de wet op de opheffing van het bankgeheim van kracht. Op zaterdag 3 december 2011 raakte bekend dat Karel De Gucht en zijn vrouw Mireille Schreurs deze opheffing aanvochten voor de rechtbank van eerste aanleg in Gent. Het echtpaar De Gucht wilde op deze manier verhinderen dat de Bijzondere Belastinginspectie (BBI) hun rekeningen kon inkijken. De BBI onderzocht namelijk of het echtpaar De Gucht de belastingen ontdook omdat het in hun aangifte geen verklaringen vond voor bepaalde uitgaven. De BBI vroeg De Gucht inzage in zijn bankrekeningen maar de toenmalige Europees commissaris weigerde dit en vocht de inzage aan met als reden dat de investering in Italië geen aanwijzing van fraude vormde. Ook zou "de wet slordig gemaakt zijn" en zijn privacy schenden. De voorzitter van de Privacycommissie, Willem Debeuckelaere, volgde de redenering van het echtpaar niet en zei dat de nieuwe wet "voldoende garanties [biedt] om de privacy te beschermen". Een aantal artikels uit de nieuwe wet waartegen de Privacycommissie eerder bezwaar maakte waren namelijk geschrapt. De kans werd dan ook groot geacht dat het echtpaar zich niet kon verzetten tegen de inzage in de rekeningen door de Bijzondere Belastinginspectie (BBI).
Vijf jaar later, in 2016, gaf het Hof van Cassatie de BBI gelijk: de rekeningen mochten ingekeken worden. Maar het bleek een pyrrusoverwinning: de inzage in de rekeningen bracht een meerwaarde op aandelen van een miljoen euro aan het licht maar die was volgens een arrest van 7 januari 2020 van het Gentse hof van beroep niet belastbaar. De zaak had meer dan tien jaar aangesleept.

### ACTA
Op 22 februari 2012 schakelt hij het Europees Gerechtshof in om een uitspraak te doen betreffende rechtsgeldigheid van het omstreden mogelijk wereldwijd gaan geldende voorstel ACTA.

## Privé-leven
Karel De Gucht is gehuwd met Mireille Schreurs, voormalig politierechter te Aalst. Hij is vrijmetselaar en lid van de Aalsterse loge Ontwaken (Grootoosten van België).
Karel De Gucht heeft twee zonen. Jean-Jacques De Gucht werd eveneens politicus op nationaal niveau. Frédéric De Gucht is voorzitter van de Brusselse afdeling van Open Vld en was in 2024 kandidaat bij de verkiezingen voor nationaal voorzitter van Open Vld.

## Eretekens
- België: minister van Staat, 28 januari 2002
- België: commandeur Leopoldsorde, KB 5 juni 2007
- Polen: grootkruis Orde van Verdienste, 2005[37]
- Letland: Orde van de Drie Sterren

## Trivia
- In het programma De Slimste Mens ter Wereld kreeg hij van Marc Reynebeau de bijnaam 'El Frigo'.

- Bibliothèque nationale de France: cb12354831f (data)
- Gemeinsame Normdatei: 133500977
- International Standard Name Identifier: 0000 0000 8130 1577
- Library of Congress Control Number: n91016688
- Nationale Bibliotheek van Israël: 987007440829505171
- Nederlandse Thesaurus van Auteursnamen: 079724973
- Parlement.com: vi6kf8jccysx
- Système universitaire de documentation: 032536909
- Virtual International Authority File: 51765103
- WorldCat: E39PBJgtcXWwXxCV4H3XbgkqwC

Joaquín Almunia · Catherine Ashton · José Manuel Barroso · Jacques Barrot · Joe Borg · Karel De Gucht · Stavros Dimas · Benita Ferrero-Waldner · Ján Figeľ · Franco Frattini · Mariann Fischer Boel · Dalia Grybauskaitė · Danuta Hübner · Siim Kallas · Meglena Koeneva · László Kovács · Neelie Kroes · Markos Kyprianou · Peter Mandelson · Charlie McCreevy · Louis Michel · Leonard Orban · Andris Piebalgs · Janez Potočnik · Viviane Reding · Olli Rehn · Paweł Samecki · 
Algirdas Šemeta · Vladimír Špidla · Antonio Tajani · Androulla Vassiliou · Günter Verheugen · Margot Wallström
Joaquín Almunia · László Andor · Catherine Ashton · Michel Barnier · José Manuel Barroso · Tonio Borg (vanaf 28 november 2012) · Dacian Cioloş · John Dalli (tot 16 oktober 2012)  · María Damanáki · Jacek Dominik (sinds 16 juli 2014) · Štefan Füle · Karel De Gucht  · Máire Geoghegan-Quinn · Kristalina Georgieva · Johannes Hahn · Connie Hedegaard · Siim Kallas · Jyrki Katainen (sinds 16 juli 2014) · Neelie Kroes · Janusz Lewandowski (tot 1 juli 2014) · Cecilia Malmström · Neven Mimica · Ferdinando Nelli Feroci (sinds 16 juli 2014) · Günther Oettinger · Andris Piebalgs · Janez Potočnik · Viviane Reding (tot 1 juli 2014) · Olli Rehn (tot 1 juli 2014) · Martine Reicherts (sinds 16 juli 2014) · Maroš Šefčovič · Algirdas Šemeta · Antonio Tajani (tot 1 juli 2014) · Androulla Vassiliou